# Auriculodes gangetica
Auriculodes gangetica е вид охлюв от семейство Ellobiidae.

## Разпространение и местообитание
Видът е разпространен в Индия.
Обитава крайбрежията на сладководни басейни.